# Asilus culicifromis
Asilus culicifromis är en tvåvingeart som först beskrevs av Carl Peter Thunberg 1791.  Asilus culicifromis ingår i släktet Asilus och familjen rovflugor. Inga underarter finns listade i Catalogue of Life.